# Guillaume Grandidier
Guillaume Grandidier ( 1873 – 1957) fue un geógrafo, etnólogo y zoólogo francés que entre sus trabajos destaca su estudio sobre la isla de Madagascar.
Fue el hijo del ilustre millonario industrial Alfred Grandidier también naturalista y experto en Madagascar. Guillaume fue secretario de la Société de Géographie y un autor muy prolijo.
Escribió un Atlas de las colonias francesas, protectorados y territorios bajo el gobierno francés: Société D´Éditions Geographiques, Maritimes et Coloniales. Paris. (1934) , con Petit, G. Zoologie de Madagascar. Société d'Editions Géographiques, Maritimes et Coloniales, Paris 2 (1932) y editado con su padre Collection des Ouvrages Anciens Concernant Madagascar 9 vols. Paris: Comité de Madagascar (1903–1920) y muchos otros trabajos en Madagascar. El más conocido es el monumental Madagascar L'Histoire politique, physique et naturelle de Madagascar. Este trabajo fue llevado a cabo en colaboración con su padre y otros intelectuales tales como Alphonse Milne Edwards y Leon Vaillant. Este trabajo es inmenso ya que abarcó 40 volúmenes comparable a la producción de Naturalis Historia del también humanista Plinio el Viejo.

## Abreviatura (zoología)
La abreviatura Grandidier  se emplea para indicar a Guillaume Grandidier como autoridad en la descripción y taxonomía en zoología.